# Junonia coenia
Junonia coenia es una mariposa perteneciente a la familia de los ninfálidos. Se puede encontrar en Manitoba, Ontario, Quebec y Nueva Escocia, además de la gran mayoría de los Estados Unidos, exceptuando el noroeste, América Central y Colombia. La subespecie Junonia coenia bergi es un endemismo de las islas Bermudas. Sus hábitats son áreas abiertas con vegetación baja y algo de suelo descubierto.

## Descripción

### Adulto
Su coloración es marrón o también azul,(si es azul sus tonalidades son del marrón al anaranjado en cambio si es marrón sos tonalidades que van del rojo al amarillo). La especie se caracteriza por su diseño de manchas que asemejan ojos y en forma de barras. Miden de 5 a 6,4 cm.

### Huevo
Los huevos son esferoidales y son colocados en el meristemo de las plantas o sobre la parte inferior de la hoja.

### Oruga
Las orugas son negras con manchas amarillas. Tienen espinas ramificadas a todo su largo que aparecen azules en la base. Miden hasta 3,8 cm. inches in length.

### Pupa
La crisálida tiene una coloración marrón, con partes oscuras y punteadas de negro. Se suspende en un robusto cremáster.

## Dieta
Las larvas se alimentan de una variedad de plantas que incluyen miembros de la familia Scrophulariaceae, también Plantago, Acanthus y Ruellia nudiflora.
Los individuos adultos se alimentan de néctar  y también toman fluidos del barro y la arena húmeda. Los machos se posan sobre el suelo sin hierba o con plantas bajas, vigilando y buscando a las hembras, aunque se ha de decir que esta especie no es territorial. Los adultos se alimentan del néctar de estas flores:
- Apocynum spp. L. (Apocynaceae)
- Aster spp. L. (Asteraceae)
- Bidens spp. L. (Asteraceae)
- Centaurea spp. L. (Asteraceae)
- Cichorium intybus L. (achicoria común, Asteraceae)
- Grindelia spp. Willd. (Asteraceae)
- Mentha piperita L. (Menta piperita, Lamiaceae)

## Migración
J. coenia migra hacia el sur ayudada por los vientos predominantes después de un frente de frío en septiembre y octubre. No pueden permanecer en esas regiones norteñas cuando llega el frío, por eso emigran al sur y retornan en la primavera. Aprovechan los vientos estacionales para su migración especialmente los frentes fríos de septiembre y octubre. No resisten el frío y necesitan emigrar a regiones de temeraturas más moderadas. La primavera siguiente regresan al norte.

### Dispersión local o regional
J. coenia se traslada con frecuencia en una escala local a lo largo de corredores que conectan grupos de plantas hospederas o nectaríferas.

## Galería

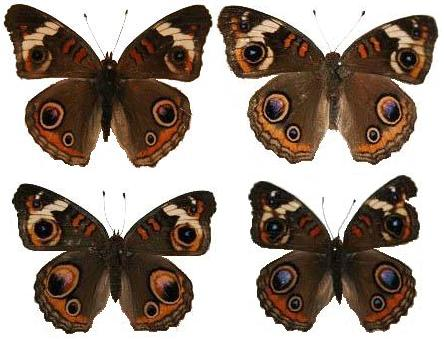
Vista dorsal, variaciones
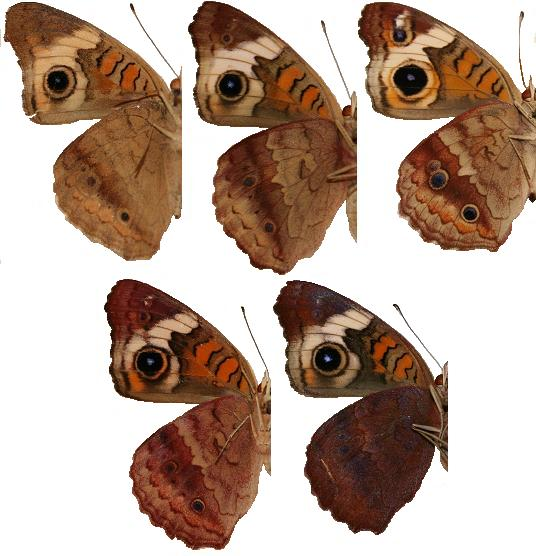
Vista ventral, variaciones
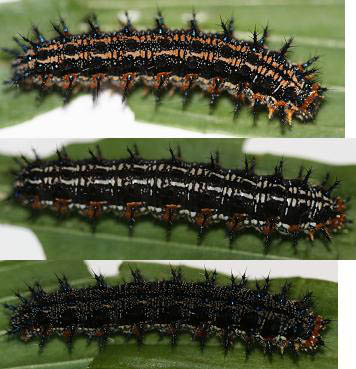
Larva, variaciones
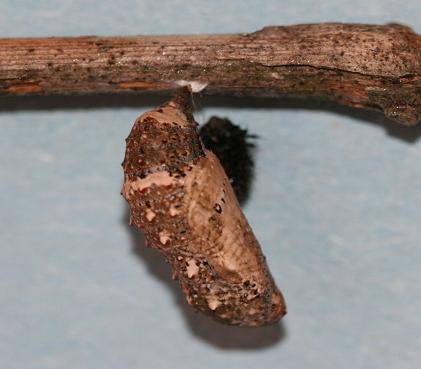
Crisálida
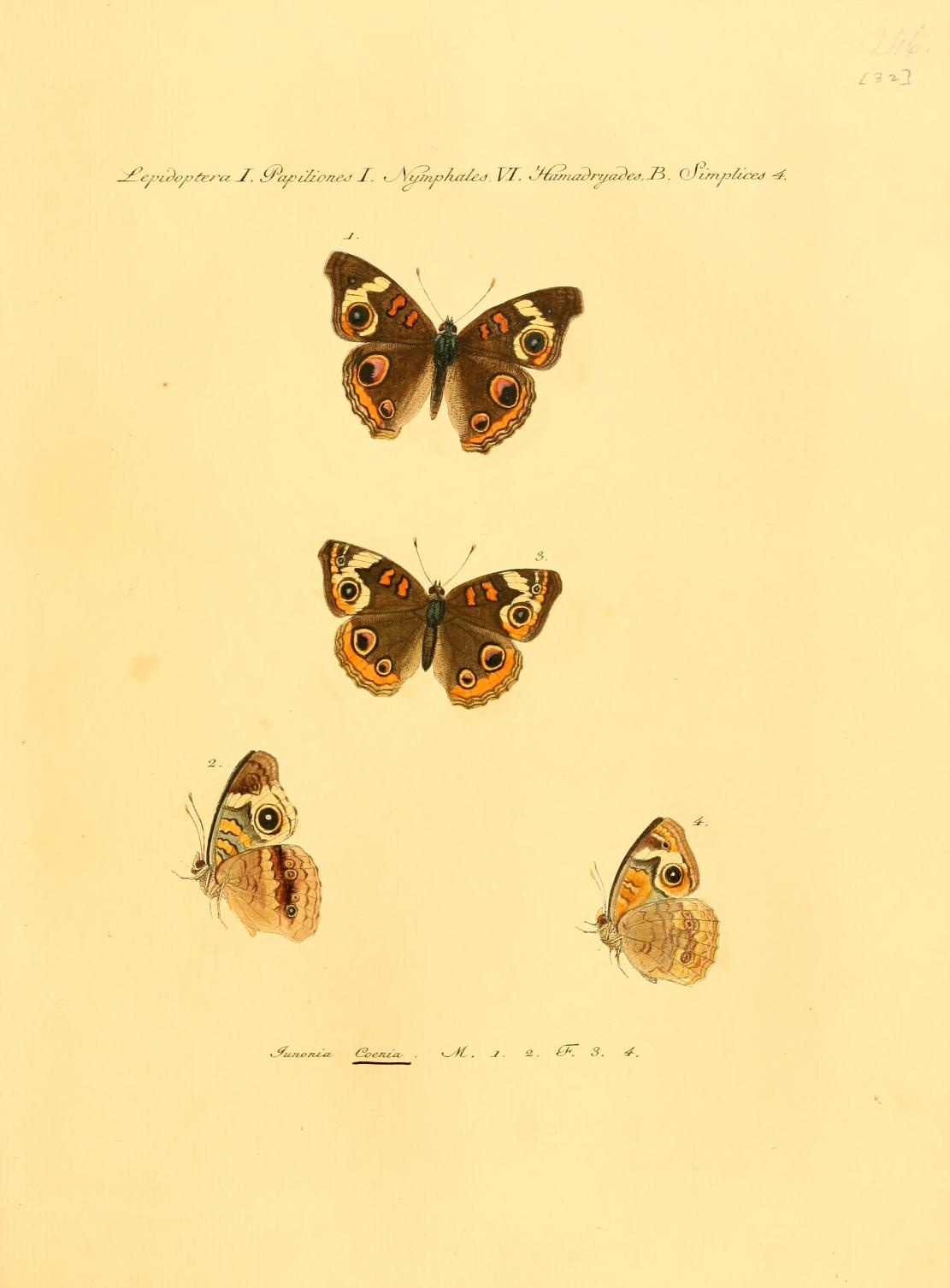
Lámina en Jacob Hübner's 1822.